# A18 (Man)
De A18 Snaefell Mountain Road is een tweestrooksweg op het Britse eiland Man. Het verbindt de hoofdstad Douglas met de op een na grootste plaats Ramsey. De weg loopt langs de heuvel North Barrule en de berg Snaefell en is ongeveer 21 kilometer lang. 

## Route
Vanuit Ramsey begint de A18 Mountain Road ter hoogte van de vijfsprong Cruickshanks Corner waar hij aansluit op de A9 richting Andreas en de A2 die langs de oostkust naar Douglas loopt. Het eerste deel (Queen's Pier Road) was voor de Eerste Wereldoorlog een privéweg die tot 1911 in handen was van James Murray Cruickshank, de High Bailiff van Ramsey. De weg loopt via May Hill, Whitegates, Ramsey Hairpin, Water Works Corner, Albert Memorial, Gooseneck (met de aansluiting D28 Hibernia Road), Guthrie's Memorial, East Mountain Gate, Black Hut, Verandah, The Bungalow, (kruising met de Snaefell Mountain Railway en de A14 Sulby Glen Road), Hailwood's Rise en Hailwood's Height (het hoogste punt: 426,1 meter), Brandywell, Beinn-y-Phott Gate, Windy Corner en de kruising met de B10 Sartfield Road, Keppel Gate en Kate's Cottage, Creg-ny-Baa, Gob-ny-Geay, Hillberry Corner en de kruising met de C22 Little Mill Road, Cronk-ny-Mona, Signpost Corner, The Nook,  Bemahague Road en Governor's Bridge, waar hij opnieuw aansluit op de A2.

## Geschiedenis
De A18 ontstond in het midden van de 19e eeuw uit een aantal bestaande sporen en ruiterpaden. Tijdens de ontwikkeling werden een aantal schaapspoorten gebouwd, zoals het East Mountain Gate, het Beinn-y-Phott Gate en Keppel Gate. Het gedeelte van de North Barrule tot aan Keppel Gate werd aangelegd door de Disaforesting Commision in 1860. Dit werd waarschijnlijk gedaan voor het afvoeren van hout. Omdat dit gedeelte speciaal werd aangelegd heeft het typische kenmerken van wegen- en spoorwegenaanleg uit die periode, zoals insnijdingen in het terrein, taluds en verstevigingen, maar waar mogelijk volgt de weg de contouren van het terrein. Toch was de A18 tot in de jaren twintig niet veel meer dan een enkel karrenspoor, dat in de winter door de lokale bevolking nauwelijks werd gebruikt en waar vee, met name schapen, vrij rondliep. De hoger gelegen delen zijn niet begroeid en mist, regen en wind hebben er vrij spel. Daarom gebruikte de bevolking in de wintermaanden waarschijnlijk liever de A2 langs de kust of de Manx Electric Railway. De weg moest echter worden gebruikt voor het vervoer van lood- en zinkerts uit de Snaefell Mine, hout en turf. In de zomermaanden werden toeristen met charabancs over de heuvels gereden. In de jaren twintig vonden grote verbeteringen plaats: een commissie van de Tynwald was naar het Britse hoofdeiland gereisd om kennis te maken met betere methoden van toepassing van tar-macadam en de Isle of Man Highway Board kreeg opdracht om in de wintermaanden werk te verschaffen aan mensen die in de zomermaanden geld verdienden met toerisme en visserij. Toch werd in 1922 een verbod ingesteld voor voertuigen zwaarder dan 2,5 ton omdat de massieve banden het wegdek beschadigden. Het verbod duurde tot 1938. In die tijd werd er nog geen grint aan het teer toegevoegd en de randen van de weg brokkelden af, waardoor de weg feitelijk steeds smaller werd. Vanaf de jaren vijftig werd de weg steeds beter en ook het onderhoud werd gestructureerder uitgevoerd. Ook werden er speciale werken ten behoeve van de wegraces uitgevoerd, zoals de bouw van shelters voor de marshals, wegverbredingen, uitloopstroken en parkeerhavens. De waterwegen die door regen- en dooiwater worden gevoed werden onder de weg door geleid, hoewel het nog steeds gebeurt dat modderstromen en kleine landverschuivingen in het voorjaar delen van de weg overspoelen. 

## Snaefell Mountain Course

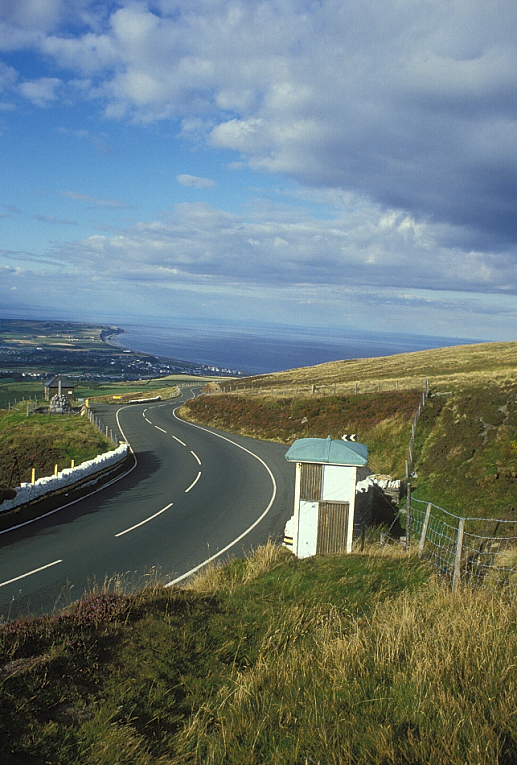
A18 bij Guthrie's Memorial

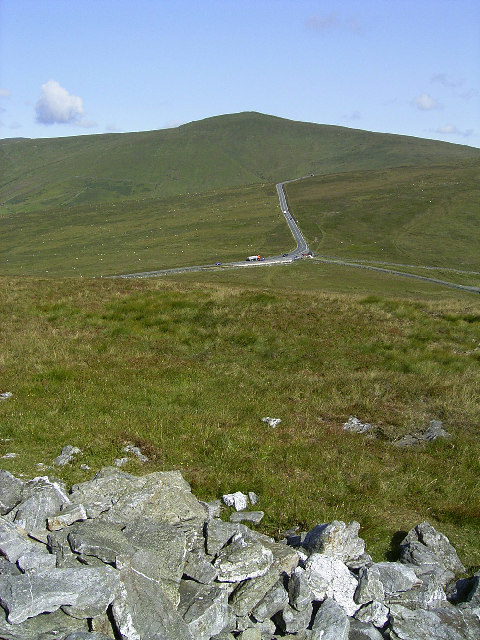
Windy Corner met de berg Carn Gerjoil op de achtergrond

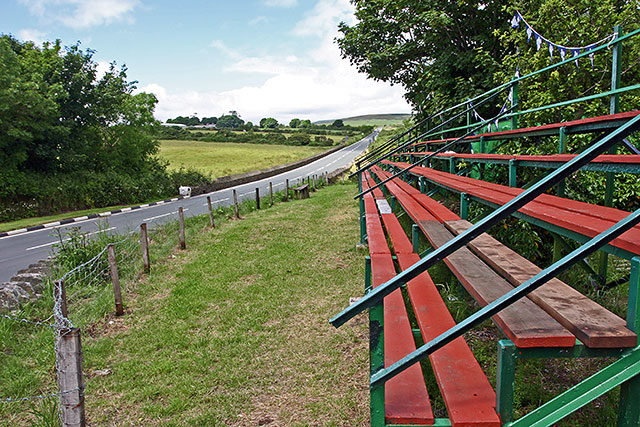
De eerste bomen bij Hillberry Corner

De A18 maakt over zijn volle lengte deel uit van de Snaefell Mountain Course, het stratencircuit dat wordt gebruikt voor de Isle of Man TT en de Manx Grand Prix.

### Mountain Section
De Mountain Section is het "open" deel van de A18, waar het weer veel invloed heeft op de races. Langs de Mountain Section staan geen bomen. Daarom kan men (grof) zeggen dat ze begint bij de laatste boom bij Water Works Corner en eindigt bij de eerstvolgende boom, 18 kilometer verder bij Hillberry Corner. Er is, behalve de marshal shelters, geen bebouwing tussen Stella Maris in Ramsey tot aan Kate's Cottage. 
De Snaefell Mountain Course is ruim 60 kilometer lang en loopt over een groot deel van het eiland Man. Daardoor rijden de coureurs 40 kilometer door laagland met bossen, steden en dorpen, maar als ze van Ramsey naar Douglas gaan rijden ze over de flanken van de North Barrule en de berg Snaefell. Dit circuitdeel, de "Mountain Section", is grotendeels bepalend voor de race. Als het op de rest van het eiland redelijk weer is, kan het op dit deel hard waaien of moeten wedstrijden worden afgelast vanwege de snel opkomende, zeer dichte mist. 
De Mountain Section werd al vanaf 1904 gebruikt voor races met automobielen, maar toen men in 1907 de TT van Man opstartte waren de motorfietsen niet sterk genoeg om de hellingen te nemen. Men moest tot 1911 uitwijken naar de veel kortere en laag gelegen St John's Short Course. In 1911 werd de Mountain Section voor het eerst in het circuit opgenomen, maar toen werd de race overtuigend gewonnen door machines van het Amerikaanse merk Indian, die kettingaandrijving en versnellingen hadden. Coureurs met Britse motorfietsen hadden nog steeds last van doorslippende aandrijfriemen en moesten regelmatig afstappen en duwen op de steile hellingen. 
In de eerste jaren was de huidige A18 Mountain Road van Ramsey naar Douglas niet meer dan een enkel karrenspoor. Op veel plaatsen waren schaapspoorten die door koetsiers en automobilisten geopend en geloten moesten worden als ze passeerden. Dat veranderde niet tijdens de eerste races en tot 1922 moest de eerste coureur tijdens de training de poorten openen. Als het weer slecht was gebruikte ook de lokale bevolking de weg niet. Daardoor was er ook geen behoefte om de weg te onderhouden en in 1914 ontdekte men pas tijdens de trainingen voor de races dat de weg door enorme modderpoelen onbegaanbaar was geworden. Wie op dit deel van het circuit met pech stilviel moest vaak in eenzaamheid, regen en mist grote reparaties uitvoeren. Het repareren van banden was aan de orde van de dag, want paarden verloren nogal wat hoefnagels, maar ook het vervangen van kleppen was niet ongebruikelijk. Als een coureur een ernstige val meemaakte werd hij meestal niet opgemerkt door de schaars aanwezige marshals, en publiek was er ook niet. Hij moest zijn hoop vestigen op andere coureurs die de organisatie konden waarschuwen of hulp konden verlenen. 
In de vroege jaren twintig werd de weg op de zondag vóór de trainingsweek voor het verkeer afgesloten, want door het teer kon de weg nu wel geveegd worden. De weg was nog steeds smal en een behoorlijke boord ontbrak, waardoor het gras door het teer heen kon groeien. Inhalen was een gevaarlijke bezigheid. Howard R. Davies, die de Senior TT van 1925 won, was zeer te spreken over de verbeteringen die er in de winter waren uitgevoerd. Er was geasfalteerd zonder steenslag en daardoor was het wegdek uitstekend. De snelste ronde ging van iets onder 95 km/h in 1923 naar 111 km/h in 1925. Een verbetering van 16% in twee jaar tijd die vrijwel uitsluitend aan het wegdek te wijten was. In 1926 werd voor het eerst grint toegevoegd, maar dat werd niet vastgereden en de coureurs klaagden over het feit dat de weg er alleen maar gevaarlijker door werd. Het grint was toen ook nog aanmerkelijk grover dan tegenwoordig en als het opspatte kon het de motorfietsen zelfs beschadigen. 
In de jaren dertig was de weg al verbreed en beter geasfalteerd en kon men steeds hogere snelheden bereiken. In die periode waren de motorfietsen ook al sterk genoeg om zonder problemen de hellingen te beklimmen. De klim is weliswaar niet bijzonder steil (van 6 meter boven zeeniveau in Ramsey tot een hoogte van 426 meter 11 kilometer verder) maar wel gestaag en belastte de motorfietsen op topsnelheid zwaar. Bovendien zorgde tegenwind voor kou en een hoger brandstofverbruik. 
Na de Tweede Wereldoorlog werkten de verbeteringen die werden aangebracht niet meer mee aan een verhoogde veiligheid, want de snelheden van de motorfietsen begonnen drastisch toe te nemen. Zelfs de flauwe bochten in de Mountain Section leverden gevaar op en er zijn slechts weinig plaatsen op dit circuitdeel waar snelheden worden gehaald die vergelijkbaar zijn met Cronk-y-Voddy Straight of Sulby Straight. 

### Schapen
Al in 1922 kregen de marshals (toen nog "flagmen" genoemd) de opdracht de schaapspoorten Keppel Gate, East Mountain Gate en Bungalow Gate (Brandywell) te openen en te zekeren en uiterlijk om 5 uur 's ochtends vanaf Keppel Gate naar Douglas te telefoneren dat de baan vrij was. Er werden door de politie afspraken gemaakt met herders om hun kudde op de berg te houden en de weg vrij te houden. De Auto-Cycle Union klaagde in 1932 over de hoge bedragen die de herders vroegen om hun kuddes op de berg te houden, terwijl de coureurs klaagden dat dit helemaal geen garantie was dat het circuit ook vrij van schapen bleef. In 1934 werd de hele Mountain Section van hekken voorzien, wat door de Britse sportpers met vreugde werd begroet. Het was kennelijk de journalisten wel ter ore gekomen, maar de schapen op het eiland Man niet. Af en toe ontstonden er nog steeds gevaarlijke situaties met schapen en de coureurs klaagden over het verwarrende beeld van de voorbijflitsende palen van de afrastering. Mogelijk zorgde de laagstaande zon tijdens de ochtendsessies voor een soort "stroboscoopeffect".

### Marshals
In de beginjaren werd coureurs op het hart gedrukt bij een groene vlag enkele mijlen rustig te rijden. De groene vlag duidde in die tijd nog gevaar aan, zoals tegenwoordig de gele vlag. Dit geeft aan hoe weinig marshals er waren. In 1920 stonden er in het draaiboek voor de hele Mountain Section slechts 6: Bij de Gooseneck, East Snaefell Gate (bijna 5 km verder), Bungalow (3½ km verder), Keppel Gate (5 km verder), Creg-ny-Baa (1 km verder, met artsenpost) en Hillberry Corner (2½ km verder). Ongelukken konden daardoor gemakkelijk onopgemerkt blijven. Tegenwoordig gebruikt men steigers langs de kant van de weg om marshals de mogelijkheid te geven het circuit goed te kunnen overzien. 
A1 · 
A2 · 
A3 · 
A4 · 
A5 · 
A6 · 
A7 · 
A8 · 
A9 · 
A10 · 
A11 · 
A12 · 
A13 · 
A14 · 
A15 · 
A16 · 
A17 · 
A18 · 
A19 · 
A20 · 
A21 · 
A22 · 
A23 · 
A24 · 
A25 · 
A26 · 
A27 · 
A28 · 
A29 · 
A30 · 
A31 · 
A32 · 
A33 · 
A34 · 
A35 · 
A36 · 
A37 · 
A38 · 
A39 · 
A40